# Coelogyne usitana
Coelogyne usitana é uma espécie de orquídea epífita, família Orchidaceae, originária de Mindanao, Filipinas.